# Selección de fútbol sub-17 de Argelia
La Selección de fútbol sub-17 de Argelia, conocida también como la Selección infantil de fútbol de Argelia, es el equipo que representa al país en la Copa Mundial de Fútbol Sub-17, el Campeonato Africano Sub-17 y el Torneo Sub-17 de la UNAF, y es controlada por la Federación Argelina de Fútbol.

## Palmarés
- Campeonato Africano Sub-17: 0

 Subcampeón (1): 2009
- Torneo Sub-17 de la UNAF: 3

2006, 2008, 2012

- Copa árabe Sub-17: 1

2022

## Estadísticas

### Torneo UNAF U-17
| Récord         | Récord         | Récord         | Récord         | Récord         | Récord         | Récord         | Récord         | Récord         |
| Apariciones: 9 | Apariciones: 9 | Apariciones: 9 | Apariciones: 9 | Apariciones: 9 | Apariciones: 9 | Apariciones: 9 | Apariciones: 9 | Apariciones: 9 |
| Año            | Ronda          | Pos.           | J              | G              | E              | P              | GF             | GC             |
| -------------- | -------------- | -------------- | -------------- | -------------- | -------------- | -------------- | -------------- | -------------- |
| 2006           | Campeón        | 1              | 2              | 0              | 2              | 0              | 0              | 0              |
| 2007           | Fase de grupos | 4              | 3              | 0              | 0              | 3              | 0              | 5              |
| 2008           | Finalista      | 2              | 3              | 2              | 1              | 0              | 4              | 0              |
| 2008           | Campeón        | 1              | 4              | 2              | 2              | 0              | 6              | 2              |
| 2009           | Fase de grupos | 6              | 2              | 0              | 1              | 1              | 1              | 5              |
| 2009           | Finalista      | 2              | 2              | 0              | 2              | 0              | 1              | 1              |
| 2010           | Fase de grupos | 5              | 3              | 1              | 1              | 1              | 3              | 1              |
| 2011           | Finalista      | 2              | 2              | 0              | 1              | 1              | 0              | 2              |
| 2012           | Campeón        | 1              | 2              | 1              | 1              | 0              | 2              | 0              |
| Total          | Campeón        | 9/9            | 23             | 6              | 11             | 6              | 17             | 16             |

| Récord         | Récord         | Récord         | Récord         | Récord         | Récord         | Récord         | Récord         | Récord         |
| Apariciones: 1 | Apariciones: 1 | Apariciones: 1 | Apariciones: 1 | Apariciones: 1 | Apariciones: 1 | Apariciones: 1 | Apariciones: 1 | Apariciones: 1 |
| Año            | Ronda          | J              | G              | E              | P              | GF             | GC             |                |
| -------------- | -------------- | -------------- | -------------- | -------------- | -------------- | -------------- | -------------- | -------------- |
| 1985           | No clasificó   | No clasificó   | No clasificó   | No clasificó   | No clasificó   | No clasificó   | No clasificó   | No clasificó   |
| 1987           | No clasificó   | No clasificó   | No clasificó   | No clasificó   | No clasificó   | No clasificó   | No clasificó   | No clasificó   |
| 1989           | No clasificó   | No clasificó   | No clasificó   | No clasificó   | No clasificó   | No clasificó   | No clasificó   | No clasificó   |
| 1991           | No clasificó   | No clasificó   | No clasificó   | No clasificó   | No clasificó   | No clasificó   | No clasificó   | No clasificó   |
| 1993           | No clasificó   | No clasificó   | No clasificó   | No clasificó   | No clasificó   | No clasificó   | No clasificó   | No clasificó   |
| 1995           | No clasificó   | No clasificó   | No clasificó   | No clasificó   | No clasificó   | No clasificó   | No clasificó   | No clasificó   |
| 1997           | No clasificó   | No clasificó   | No clasificó   | No clasificó   | No clasificó   | No clasificó   | No clasificó   | No clasificó   |
| 1999           | No clasificó   | No clasificó   | No clasificó   | No clasificó   | No clasificó   | No clasificó   | No clasificó   | No clasificó   |
| 2001           | No clasificó   | No clasificó   | No clasificó   | No clasificó   | No clasificó   | No clasificó   | No clasificó   | No clasificó   |
| 2003           | No clasificó   | No clasificó   | No clasificó   | No clasificó   | No clasificó   | No clasificó   | No clasificó   | No clasificó   |
| 2005           | No clasificó   | No clasificó   | No clasificó   | No clasificó   | No clasificó   | No clasificó   | No clasificó   | No clasificó   |
| 2007           | No clasificó   | No clasificó   | No clasificó   | No clasificó   | No clasificó   | No clasificó   | No clasificó   | No clasificó   |
| 2009           | Fase de grupos | 3              | 0              | 0              | 3              | 0              | 5              |                |
| 2011           | No clasificó   | No clasificó   | No clasificó   | No clasificó   | No clasificó   | No clasificó   | No clasificó   | No clasificó   |
| 2013           | No clasificó   | No clasificó   | No clasificó   | No clasificó   | No clasificó   | No clasificó   | No clasificó   | No clasificó   |
| 2015           | No clasificó   | No clasificó   | No clasificó   | No clasificó   | No clasificó   | No clasificó   | No clasificó   | No clasificó   |
| 2017           | No clasificó   | No clasificó   | No clasificó   | No clasificó   | No clasificó   | No clasificó   | No clasificó   | No clasificó   |
| 2019           | No clasificó   | No clasificó   | No clasificó   | No clasificó   | No clasificó   | No clasificó   | No clasificó   | No clasificó   |
| 2023           | No clasificó   | No clasificó   | No clasificó   | No clasificó   | No clasificó   | No clasificó   | No clasificó   | No clasificó   |
| Total          | 1/19           | 3              | 0              | 0              | 3              | 0              | 5              |                |

| Récord         | Récord           | Récord         | Récord         | Récord         | Récord         | Récord         | Récord         | Récord         |
| Apariciones: 2 | Apariciones: 2   | Apariciones: 2 | Apariciones: 2 | Apariciones: 2 | Apariciones: 2 | Apariciones: 2 | Apariciones: 2 | Apariciones: 2 |
| Año            | Ronda            | J              | G              | E              | P              | GF             | GC             |                |
| -------------- | ---------------- | -------------- | -------------- | -------------- | -------------- | -------------- | -------------- | -------------- |
| 1995           | No clasificó     | No clasificó   | No clasificó   | No clasificó   | No clasificó   | No clasificó   | No clasificó   | No clasificó   |
| 1997           | No clasificó     | No clasificó   | No clasificó   | No clasificó   | No clasificó   | No clasificó   | No clasificó   | No clasificó   |
| 1999           | No clasificó     | No clasificó   | No clasificó   | No clasificó   | No clasificó   | No clasificó   | No clasificó   | No clasificó   |
| 2001           | No clasificó     | No clasificó   | No clasificó   | No clasificó   | No clasificó   | No clasificó   | No clasificó   | No clasificó   |
| 2003           | No clasificó     | No clasificó   | No clasificó   | No clasificó   | No clasificó   | No clasificó   | No clasificó   | No clasificó   |
| 2005           | No clasificó     | No clasificó   | No clasificó   | No clasificó   | No clasificó   | No clasificó   | No clasificó   | No clasificó   |
| 2007           | No clasificó     | No clasificó   | No clasificó   | No clasificó   | No clasificó   | No clasificó   | No clasificó   | No clasificó   |
| 2009           | Subcampeón       | 5              | 3              | 0              | 2              | 4              | 5              |                |
| 2011           | No clasificó     | No clasificó   | No clasificó   | No clasificó   | No clasificó   | No clasificó   | No clasificó   | No clasificó   |
| 2013           | No clasificó     | No clasificó   | No clasificó   | No clasificó   | No clasificó   | No clasificó   | No clasificó   | No clasificó   |
| 2015           | No clasificó     | No clasificó   | No clasificó   | No clasificó   | No clasificó   | No clasificó   | No clasificó   | No clasificó   |
| 2017           | No clasificó     | No clasificó   | No clasificó   | No clasificó   | No clasificó   | No clasificó   | No clasificó   | No clasificó   |
| 2019           | No clasificó     | No clasificó   | No clasificó   | No clasificó   | No clasificó   | No clasificó   | No clasificó   | No clasificó   |
| 2023           | Cuartos de final | 4              | 1              | 1              | 1              | 2              | 3              |                |
| Total          | 2/14             | 9              | 4              | 1              | 3              | 6              | 8              |                |